# Вільгельм фон Корнацкі
Вільгельм Отто Адольф фон Корнацкі (нім. Wilhelm Otto Adolf von Kornatzki; 30 вересня 1899, Берлін, Німецька імперія — 20 травня 1943, Фролово, РРФСР) — німецький офіцер, оберст вермахту.

## Біографія
Син генерал-майора Пауля фон Корнацкі і його дружини Гертруди, уродженої фон Брізен. Старший брат оберстлейтенанта Ганса-Гюнтера фон Корнацкі.
З жовтня 1914 по квітень 1917 року навчався в кадетському училищі в Потсдамі, з весни 1917 по лютий 1919 року — в головному кадетському корпусі в Берліні. З 21 березня 1919 року служив в гессенсько-тюринзько-вальдекському добровольчому корпусу, з 21 жовтня 1919 року — в 4-му батальйоні 22-го гірського полку. 4 березня 1920 року демобілізований. 1 квітня 1921 року вступив в рейхсвер.
З 10 листопада 1938 року служив у відділі військ зв'язку ОКГ. 3-19 серпня 1939 року служив при 2-му батальйоні 191-го полку зв'язку угорської армії. З 26 лютого 1940 року — командир 18-го, з 30 квітня 1941 року — 48-го дивізіону зв'язку. 23 січня 1943 року взятий в полон радянськими військами в Сталінграді. Помер в ув'язненні.

## Сім'я
12 вересня 1934 року одружився в Берліні з Едельгард фон Рабенау (1914 — ?), дочкою генерала артилерії Фрідріха фон Рабенау. В пари народились син Вільфрід (1937 — ?) і дочка Вера (1941 — 2015).

## Звання
- Єфрейтор (21 березня 1919)
- Унтерофіцер (8 жовтня 1919)
- Фанен-юнкер (1 квітня 1921)
- Фенріх (1 вересня 1922)
- Оберфенріх (1 серпня 1923)
- Лейтенант (18 грудня 1923)
- Оберлейтенант (1 лютого 1928)
- Ротмістр (1 червня 1934)
- Гауптман (1 жовтня 1934)
- Майор (31 травня 1939)
- Оберстлейтенант (15 лютого 1942)
- Оберст (15 лютого 1943)

## Нагороди
- Медаль «За вислугу років у Вермахті»
  - 4-го і 3-го класу (12 років; 2 жовтня 1936) — отримав 2 нагороди одночасно.
  - 2-го класу (18 років; 1938)
- Іспанський хрест в сріблі (31 травня 1939)
- Залізний хрест 2-го і 1-го класу